# Jazzhus Tagskægget
Jazzhus Tagskægget var et jazz-spillested i Aarhus. Spillestedet blev drevet af Peter Max Hansen.
Tagskægget startede i oktober 1967 i lokaler i Paradisgade, og var en stor succes, derfor blev lokalerne hurtigt for små, og i sommeren 1969 flyttede Tagskægget til Elvirasmindes gamle chokoladefabrik i Klostergade.
I 1972 forsøgte Peter Max Hansen sig med Royal Birdland jazzcenter i 1972 på Hotel Royal, men det var en oversatsning, og stedet måtte lukke samme år, og Tagskægget lukkede i 1980.